# Нибрин
Нибрин (англ. Nibrin), также известный как NBN или Nbs1 — белок, кодируемый у человека геном NBN.

## Функция
Нибрин — белок, связанный с репарацией двойных разрывов нитей (DSB), которые наносят серьезный ущерб геному. Это белок из 754 аминокислот определен как член NBS1/hMre11/Rad50 (N/M/R, более известный как MRN), комплексf репарации двойных разрывов цепочки ДНК. Этот комплекс опознаёт повреждение ДНК и быстро перемещается в сайты DSB и формирует ядерные центры. Он также играет важную роль в регуляции сложной деятельности белка (MRN), которая включает конечную обработку как физиологических так и мутагенных двойных разрывов цепочки ДНК (DSB).

## Клеточный отклик на DSB
Клеточный отклик осуществляется с помощью датчиков повреждения, эффекторов репарации повреждений и передачи сигналов. Центральная роль заключается в отведении ATM путём активации сигнализации DSB каскада, фосфорилирования нижерасположенных субстратов, таких как гистоны H2AX и NBS1. NBS1 перемещается на сайты DSB взаимодействием доменов FNA/BRCT с фосфорилированным гистоном H2AX. После взаимодействия с С-концевым связывающим нибрин доменом hMre11, hMre11 и hRad50 перемещаются из цитоплазмы в ядро, затем на сайты DSB. В конце концов, перемещаются в N/M/R, где они сосредотачиваются на месте повреждения.

## Двойные разрывы нитей (DSB)
DSB происходят во время V(D)J рекомбинации в период раннего развития B и Т-клеток. Это момент, когда клетки иммунной системы развиваются и DSB происходят при развитии лимфоидных клеток. DSB также происходят при переключении класса иммуноглобулина в зрелых В-клетках. Чаще, однако, DSB вызываются мутагенными агентами, такими как радиомиметические химические вещества и ионизирующее излучение (IR).

## Мутации DSB
Как уже упоминалось, DSB приводят к серьезным повреждениям ДНК. Мутации, вызывающие дефекты репарации DSB, как правило, накапливают не-репарированные DSB. Одна из таких мутаций связана с синдромом повреждения Неймегена (NBS), болезнью радиационной гиперчувствительности. Это редкое наследственное аутосомно-рецессивное условие хромосомной нестабильности. Оно связано с мутациями в экзонах 6-10 в гене NBS1, что приводит к усечению белка. Характеристики NBS включают микроцефалию, черепно-мозговые характеристики, задержку роста, нарушение полового созревания, иммунодефицитные/повторяющиеся инфекционные заболевания и предрасположенность к раку. Это предрасположенность к раку может быть связана с DSB, происходящей при развитии лимфоидных клеток.

## Рождаемость
Два взрослых сиблинга, оба гетерозиготные для двух специфических нонсенс-мутаций NBS1, демонстрируют клеточную чувствительность к радиации, хромосомную нестабильность и дефекты рождаемости, но не дефекты развития, которые обычно присутствуют у других больных NBS. Эти люди, кажется, в первую очередь демонстрируют дефекты в гомологичной рекомбинации, процессе, который аккуратно репарирует двойные разрывы нитей, как в соматических клетках, так и во время мейоза.
Ортологи NBS1 были изучены у мышей и растения Arabidopsis. NBS1 мутантных мышей отображает чувствительность клеток к радиации и бесплодие самок мышей из-за отказа оогенеза. Исследования NBS1 мутантов Arabidopsis показали, что NBS1 играет роль в рекомбинации на ранних стадиях мейоза.

## Гиперэкспрессия NBS1 при раке
NBS1 играет важную роль в микрогомологически опосредованном присоединении конца (MMEJ) репарации двойных разрывов ДНК. Это один из 6 ферментов, необходимых для этой склонности к ошибке путей репарации ДНК. NBS1 сверхэкспрессируется в некоторых раковых заболеваниях предстательной железы, при раке головы и шеи и в плоскоклеточном рак полости рта.
Рак очень часто бывает из-за дефицита экспрессии одного или более генов репарации ДНК, но сверхэкспрессия гена репарации ДНК при раке меньше обычной. Например, по крайней мере, 36 ферментов репарации ДНК, при мутационных дефектах в клетках зародышевой линии, вызывают повышенный риск рака (наследственные синдромы рака). Точно так же, по крайней мере, 12 генов репарации ДНК, что было установлено, эпигенетически репрессированы в одном или нескольких видах рака. Как правило, недостаточная экспрессия фермента репарации ДНК приводит к увеличению не репарированных повреждений ДНК, которые посредством ошибок репликации, приводят к мутациям и раку. Тем не менее, NBS1 опосредует репарацию MMEJ весьма неточно, так что в этом случае сверхэкспрессия, а не обычная экспрессия, по-видимому, приводит к раку.

## Взаимодействия
Нибрин было выявлено, взаимодействует с:
- ATM[16][17],
- BRCA1[16][18][19],
- H2AFX[англ.][20],
- MRE11A[16][21][22][23][24],
- Rad50[16][21][22][24] и
- TERF2[англ.][25].